# Durmitor
Durmitor és una muntanya que dona nom al Parc Nacional homònim a Montenegro. Aconsegueix una altitud de 2.522 msnm a Bobotov Kuk. El nom Durmitor probablement deriva de romanç balcànic (algun dialecte romanès o valac), i significa "dorment". Hi ha muntanyes de nom semblant, com ara Visitor (< visător, "somiador") i Cipitor (< aţipitor, "dormint"), a l'antiga Iugoslàvia.

## Flora i fauna
El parc comprèn una fauna excepcional procedent de l'època glacial. Així, es poden trobar el gall fer (Tetrao urogallus), l'os bru (Ursus arctos), el llop (Canis lupus) i l'isard (Rupicapra rupicapra). Els rapinyaires inclouen l'àguila daurada o àguila reial (Aquila chrysaetos), l'àguila cuabarrada (Aquila fasciata), l'àguila calçada (Aquila pennata), el voltor comú (Gyps fulvus), l'aufrany o arpellot (Neophron percnopterus), el falcó pelegrí (Falco peregrinus), el falcó mostatxut (Falco subbuteo), el mussol pirinenc (Aegolius funereus), el duc (Bubo bubo), etc.

## Protecció mediambiental

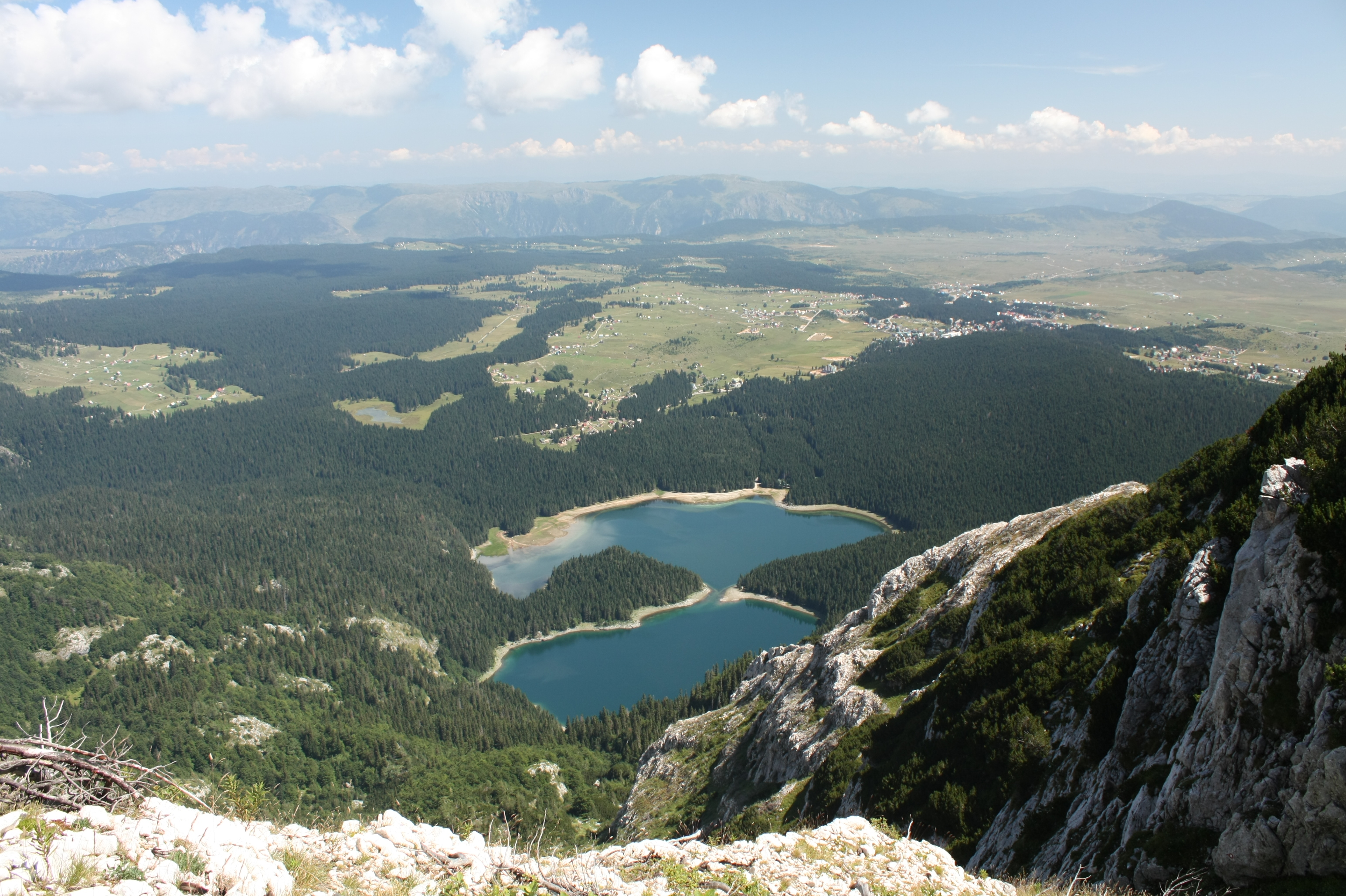
Vista des de la muntanya del llac Negre, Crno jezero.

Durmitor es troba al centre del Parc Nacional de Durmitor, creat en 1982 i declarat Patrimoni de la Humanitat per la UNESCO, en particular per la seva flora i els seus insectes endèmics. El parc s'estén per una extensió d'unes 30.000 hectàrees que comprenen cims alpins i un congost d'una profunditat d'1.900 metres, el més profund d'Europa, el Congost del riu Tara, que també està protegit.
El parc comprèn igualment diversos llacs de muntanya com el Črno jezero (llac Negre) i el Zminje jezero (llac de Serps). El poble de Žabljak està situat al costat del parc. En 2002, prop de 7.000 hectàrees van ser desclassificades per permetre l'extensió de les activitats humanes. També es realitzen tales forestals que envien la fusta a les serradores de Zminica, sota la forma de podes sanitàries.
A l'interior del parc hi ha diversos llogarets disseminats, com ara Dolenta Crna Gora (La Petita Muntanya Negra), a 1.800 m d'altitud, el poble més alt dels Balcans, on els vilatans viuen de la ramaderia i on van néixer dues dels herois iugoslaus, Radoje Dakic i Vladimir Sipcic.
Durant la guerra de Bòsnia es va produir un descens de la població d'isards important. En 1994 s'havien censat 4.000 animals, però furtius armats amb armes automàtiques van matar ramats sencers només per apoderar-se de les banyes. El 2005 només en quedaven 600 animals.